# Ron Berteling
Ronald (Ron) Berteling (Amsterdam, 6 september 1957) is een voormalige Nederlandse ijshockeyer. Berteling kwam 213 keer (92 doelpunten en 103 assists = 195 punten) uit voor het Nationale team en is daarmee recordinternational. 
Mister IJshockey speelde in Nederland meer dan achthonderd duels op het hoogste niveau. Berteling won de nationale titel met zowel Amsterdam DEKO Builers als met Rotterdam Panda's. Hoogepunten uit zijn carrière waren verder het Wereldkampioenschap ijshockey voor B-landen 1979 in Roemenië, waar de Nederlandse ijshockeyploeg promotie afdwong naar de A-groep, de Olympische Winterspelen van 1980 in Lake Placid (negende plaats) en het Wereldkampioenschap voor A-landen in 1981 in Zweden. 
Berteling ontving op zijn 41e nog een uitnodiging voor de nationale ploeg (en ging daar op in), en kreeg - opvallend genoeg - minder dan honderd strafminuten in 213 interlands. Na zijn actieve carrière was hij tot en met 2013 onder meer coach bij de Amsterdamse Amstel Tijgers.
Naar Berteling is de Ron Bertelingschaal vernoemd: de supercup van het Nederlandse ijshockey. Zelf ontving hij in 1988 de eerste Frans Henrichs Bokaal voor de beste Nederlandse ijshockeyspeler. Tegenwoordig is Ron Berteling te horen als commentator voor ESPN (NHL) en Eurosport (Olympische Spelen).